# Филип III Аридеј
Филип III Аридеј (грч. Φίλιππος Αρριδαίος) или Филип III Македонски (грч. Φίλιππος Γ΄ της Μακεδονίας, око 358/357—317. п. н. е.) је био краљ Македоније након смрти Александра Македонског.
Био је син је Филипа II Македонског и Филине од Ларисе, наводно тесалијске плесачице и полубрат Александра Великога. Верује се да је био ментално заостао, и да је зато само формално био краљ, а у његово име су владали различити регенти.
Према Плутарху Аридеј није био слабоуман од рођења. Наводно му је његова маћеха Олимпијада подметнула отров, од кога је он постао слабоуман да би на тај начин Александар преузео Филипов престо. Александар Велики га је волео и често га је водио на своје походе и да га заштити, али и да спречи друге да га не би искористили и помоћу њега освојили власт.
Након смрти Александар Великог 323. п. н. е. његови телохранитељи су у краљевској палати у Вавилону сазвали његове главне пријатеље и генерале. Пердика је претходнога дана од Александра добио краљевски прстен, али скинуо га је и први се обратио скупу и рекао је да треба да изаберу једнога или више вођа док чекају да Роксана роди будућега краља. Присутни су тражили да Пердика преузме власт, али томе се успротивио Мелеагер и пешадија. Мелеагер је вешто манипулисао слабоумним краљем и глумио је његовога телохранитеља. Ипак је до компромиса: одлучено је да Пердика буде епумелет (регент) царства, а да Филип III Македонски и нерођено Александрово дете буду заједнички краљеви. Иако је Кратер био именован Филиповим заштитником, ипак је краљ стално био под Пердикиним надзором, па је пратио Пердику и приликом његовога похода у Кападокију и приликом његовога похода у Египат.
Чим је чула за вест да је Филип III Аридеј постао краљ тада је ћерка Филипа II Македонскога Кинана пожурила у Азију са циљем да понуди руку своје ћерке Еуридике новоме краљу. Кинана је заобишла регента Пердику, па је он наредио свом брату Алкети да је ликвидира. Војска је била изузетно незадовољна због тога убиства, па је Пердика био присиљен да умири војску и одобри венчање Еуридике и новога краља. Од тога тренутка Филип Аридеј је био под контролом своје жене Еуридике.
Убрзо су ушли у сукоб са Олимпијадом која се удружила са епирским краљем Еакидом против њих. У тим сукобима су поражени и убијени.
Филип III је убијен 25. децембра 317. п. н. е.